# Ettore Majorana
Pour les articles homonymes, voir Majorana.
Ettore Majorana (Catane, Sicile, 5 août 1906 – présumé mort après 1959) est un physicien italien. Il est surtout connu pour ses travaux en physique des particules, avec des applications particulières de la théorie des neutrinos. Sa disparition soudaine et mystérieuse, au printemps de 1938, a suscité de nombreuses spéculations sur un possible suicide en mer Tyrrhénienne, ou sur une disparition volontaire.

## Biographie
« Dans le monde il y a plusieurs catégories de scientifiques : ceux qui font de leur mieux et ceux, de premier plan, qui font de grandes découvertes, fondamentales pour le développement de la science. Et puis, il y a les génies, comme Galilée et Newton. Ettore était de ceux-là. »

— Enrico Fermi

### Enfance et jeunesse
Ettore Majorana est né le 5 août 1906 dans l’appartement familial situé au 251 via Etnea (it) à Catane en Sicile. Issu d’une riche et prestigieuse famille sicilienne, il est le quatrième enfant (d’une fratrie de cinq) de Fabio Massimo Majorana (it) (1875-1934) et Dorina (Salvatrice) Majorana-Corso (1876-1965).
Le grand-père d’Ettore, Salvatore Majorana Calatabiano (it) (1825-1897), fut député, ministre de l’Agriculture, de l’Industrie et du Commerce dans les premier et troisième gouvernements Depretis (1876-1879), et sénateur en 1879. Son oncle, Quirino, fut professeur de physique expérimentale à l’université de Bologne.
Son père, le plus jeune de cinq frères, fut diplômé en ingénierie à dix-neuf ans, puis en physique et mathématiques, et responsable de la Compagnie des télégraphes et télécommunications de la ville. Les quatre autres frères sont Joseph (it), juriste, recteur d’université et député ; Angelo (it), homme d’État ; Quirino, physicien ; Dante (it), juriste et recteur d’université.
Sa mère, quant à elle, descend d’une ancienne dynastie sicilienne possédant d’importants terrains.
Les frères et sœurs d’Ettore sont Rosina ; Salvatore (it), docteur en droit et philosophe ; Luciano, ingénieur civil spécialisé dans la construction aéronautique (conception et construction d’instruments pour l’optique d’astronomie) ; et Maria, la benjamine, musicienne enseignant le piano.
Ses parents le mettent en scène dès l’âge de quatre ans en lui soumettant des problèmes d’arithmétique qu’il résout de tête et caché sous la table, ce qui témoigne déjà de son introversion et de sa future répugnance à se mettre en avant, ainsi que ses découvertes scientifiques,. Fasciné par la physique, il l’étudie. Son père se charge de sa formation jusqu’à l’âge de 9 ans environ. À l’âge de 12 ans, conduisant la voiture familiale, il a un accident induisant des cicatrices à la cuisse et à la main qu’il conservera tout au long de sa vie,.
Après ces classes élémentaires à la maison, où il est soumis à un programme d’études extrêmement exigeant, selon une tradition familiale instaurée par le grand-père, il est élève des jésuites à Rome (en 1921) à l’Institut Massimiliano Massimo (en) puis au lycée Torquato Tasso jusqu’en 1923, année où il obtient brillamment son baccalauréat à l’âge de 16 ans. Il s’inscrit ensuite en faculté d’ingénierie à l’université de Rome en même temps que son frère Luciano, d’un an son aîné, et se lie d’amitié en particulier avec Gastone Piqué, Giovanni Gentile (fils du philosophe du même nom), Emilio Segrè (futur prix Nobel) et Enrico Volterra (fils du mathématicien Vito Volterra). Au cours de ces quatre années, Majorana acquiert une réputation de mathématicien exceptionnel auprès de ses condisciples. Il suit les cours du mathématicien Tullio Levi-Civita pour lequel il a un profond respect, ce qui n’était pas le cas pour tous ses enseignants.

### Travaux de physique théorique
En 1926, le professeur Corbino, désireux de promouvoir à Rome une physique moderne, fait nommer Enrico Fermi à la chaire de physique théorique de l'université la Sapienza, via Panisperna ; Edoardo Amaldi et Emilio Segrè rejoignent le groupe dès l’automne 1927. Segrè réussit à convaincre Majorana que la physique correspond à ses aspirations et à ses capacités, et à lui faire rejoindre lui aussi l'institut de physique théorique que vient de créer Fermi. Ce transfert se fait en janvier 1928, après une réunion avec Fermi.
Amaldi raconte :

« […] Il est venu accompagné de Segrè à l’institut de Panisperna, dans le laboratoire de Fermi, où se trouvait aussi Rasetti. C’est à cette occasion que je le vis pour la première fois. De loin, il paraissait mince, la démarche timide, presque incertaine. Puis on remarquait les cheveux noirs, le teint foncé, les joues légèrement creusées, les yeux vifs et étincelants. Dans l’ensemble, l’aspect d’un Sarrasin. »

La réunion donne lieu à une anecdote significative : Majorana s’enquiert de la recherche actuelle à l’Institut. Fermi travaille alors au modèle statistique de l’atome : il fait l’hypothèse que le potentiel électrostatique auquel est soumis un électron est approximativement égal au potentiel moyen créé par le noyau et les autres électrons, ce qui permet de déterminer une valeur approchée du niveau d’énergie de l’électron. Fermi expose à Majorana les lignes générales de ce « potentiel universel de Fermi » — qui prendra plus tard le nom de modèle de Thomas-Fermi —, puis lui montre un tableau où il a réuni quelques-unes des valeurs numériques de ce potentiel moyen, qu’il avait calculées en une semaine à l’aide d’une machine à calculer mécanique. Majorana écoute avec intérêt, et après avoir demandé quelques précisions, s’en va. Le lendemain, en fin de matinée, Majorana revient à l’institut, entre dans le bureau de Fermi et sans préambule demande à revoir le tableau qu’il a vu la veille. Tirant alors de sa poche un papier sur lequel en une nuit il a fait un tableau similaire, mais complet, il conclut que les résultats de Fermi sont justes. Puis il sort du bureau.
Dans ce groupe connu sous le nom des Garçons de la rue Panisperna, des surnoms parodiques sont attribués, la plupart issus de la hiérarchie catholique : Fermi est « le pape » ; Rasetti, qui remplace souvent Fermi dans des tâches importantes, est le « cardinal vicaire » ; Corbino est surnommé le « Père éternel » ; Segrè le « Basilic » (créature mythologique) à cause de son caractère mordant ; Amaldi, en raison de ses traits physiques délicats, est appelé « Joues rouges » ou « Adonis », surnom qu’il n'aime pas du tout ; Majorana, lui, est le « Grand Inquisiteur » : en effet, la vivacité de son intelligence, l’étendue de ses connaissances et son esprit critique sans concession le rendent redoutable. Il commence à fréquenter régulièrement l’Institut, mais seulement jusqu’à l’obtention de son doctorat d’université le 6 juillet 1929, où il obtient la note de 110/110 avec toutes les félicitations possibles ; il y présente, sous la supervision de Fermi, un mémoire sur la théorie quantique des noyaux radioactifs. S’il est ensuite peu présent physiquement à l’institut, et aussi peu disposé à s’exposer, son rôle a été crucial dans beaucoup de recherches.
En 1929 et 1930, il travaille sur l’effet tunnel ; sa thèse est le travail de pointe en Italie sur la physique nucléaire théorique. Il a un rôle d’aratro (il « laboure le terrain »). En novembre 1932, il obtient son doctorat d’État (Libera Docenza) en physique théorique.
Les travaux de Majorana ont apporté une contribution fondamentale au développement de la physique moderne, abordant de nombreuses questions d’une manière originale. Dans un premier temps il publie six articles concernant essentiellement la physique atomique : chimie, spectroscopie atomique, une théorie de la liaison chimique (où il montre sa compréhension du mécanisme d’échange des électrons de valence), le calcul de la probabilité de renversement du spin (inversion du moment cinétique) des atomes d’un faisceau de gaz polarisé quand celui-ci se déplace dans un champ magnétique rapidement variable. Edoardo Amaldi note « son aisance peu commune à exploiter les propriétés de symétrie pour simplifier les problèmes », qu’il attribue à ses « dons exceptionnels de calculateur ».
En janvier 1932, prenant connaissance des notes des époux Joliot-Curie sur ce qu’on nommait le « rayonnement pénétrant de Bothe-Becker », il suggère aussitôt qu’ils ont sûrement découvert un « proton neutre », le neutron, dont l’existence sera démontrée par Chadwick peu de temps après. Il ébauche ensuite une théorie où les protons et les neutrons seraient les seuls constituants du noyau et émet l’idée que ces particules interagiraient par les forces d’échange des seules coordonnées spatiales. Malgré l’insistance de Fermi, il refuse de publier, de sorte que c’est Werner Heisenberg qui publie en juillet 1932 la première ébauche d’une théorie du noyau très proche de son modèle, ce qui désole Fermi.
La contribution scientifique majeure de Majorana est constituée de ses trois derniers articles. Le premier, d’une très grande importance pour lui et publié (cette fois, Fermi a réussi à l’en convaincre) en décembre avant son départ pour Leipzig, est une théorie relativiste des particules de moment intrinsèque arbitraire : Majorana cherche à construire une théorie alternative à celle de Dirac, qui permettrait d’éliminer complètement les solutions à énergie négative. Cette vision en avance sur la recherche de l’époque fournit un spectre des masses des particules. La découverte du positon aurait presque pu faire oublier ce travail, pourtant il contenait une découverte mathématique importante : le développement et l’utilisation des représentations unitaires de dimension infinie du groupe de Lorentz. Cet article extrêmement difficile n’a pratiquement pas été lu (ni compris) de son vivant. On a pu reconstituer en partie l’évolution de ces études à partir d’une série de manuscrits, les Quaderni e i Volumetti — 18 carnets et 5 cahiers (« petits volumes ») — conservés à la Domus Galilaeana de Pise et publiés en 2006.

### Séjour à l’étranger
Fermi réussit pourtant à convaincre Majorana d’aller rencontrer Heisenberg à Leipzig, et lui fait attribuer une subvention par le Conseil national de la recherche pour ce séjour qui débute fin janvier 1933 et dure environ six mois. Les premiers mois semblent s’être bien passés, il apprécie la personnalité de Heisenberg, et publie même un nouvel article (en allemand) sur la théorie du noyau. Nous possédons quelques lettres de la période allemande. Le 20 janvier, il écrit à sa mère : « À l’Institut de physique on m’a accueilli très cordialement. J’ai eu une longue conversation avec Heisenberg, qui est une personne extrêmement courtoise et sympathique. »
Dans une lettre à son père du 18 février, il écrit :

« J’ai écrit un article sur la structure des noyaux qui a plu à Heisenberg, bien qu’il contînt quelques corrections à apporter à sa théorie. »

Il conseille Gleb Wataghin (peut-être sur une suggestion de Fermi) sur l’hypothèse que la désintégration bêta consiste en la création d’un couple électron-positron, par l’éjection d’un électron et la capture du positron par un neutron, qui est ainsi transformé en un proton.
Par la suite, du 5 mars au 12 avril 1933, Majorana se rend à l’Institut de physique théorique à Copenhague, où il rencontre Niels Bohr. La fréquentation de Bohr lui permet de connaître d’autres grands physiciens de l’époque, y compris Christian Møller et Arthur H. Rosenfeld (en), et de fréquenter Georges Placzek, qu’il connaît déjà depuis un certain temps.
Majorana, séduit par la courtoisie de Heisenberg, est aussi impressionné par la rigueur et l’organisation allemande. « Majorana semble éprouver quelque étrange fascination pour ce qu’il voit de l’Allemagne », et paraît ne prendre aucunement conscience du danger que représente l'Allemagne nazie. Si pour Fermi, Majorana a des dons de virtuose que personne d’autre ne possède, notamment dans la compréhension des phénomènes physiques, en y décelant des symétries ou des structures mathématiques nouvelles, Fermi ajoute aussi qu’il manque à Majorana ce qu’il est commun de trouver chez les autres hommes : le simple bon sens. Si tout d’abord, dans la deuxième lettre, à sa mère, de Copenhague, en date du 22 mars 1933, il se contente de faire cette appréciation :

« Chère maman,
[…] Je vais bien […] La situation politique intérieure paraît catastrophique, mais personne ne semble s’en soucier. »

et rapporte cette anecdote :

« J’ai remarqué la rigidité d’un officier de la Reichswehr seul avec moi dans un compartiment de train, il ne pouvait déposer un objet dans le porte-bagages ni faire le moindre mouvement sans claquer fortement des talons, et en fait, il semble que la courtoisie exquise mais réservée envers les étrangers est typique de l’esprit soldatesque prussien, car il se serait senti déshonoré s’il ne se fût précipité pour allumer ma cigarette ; d’autre part son attitude m’a empêché d’échanger avec lui une seule parole, hormis les salutations d’usage. »

Il écrit fin mars, toujours de Copenhague :

« En Allemagne, le chômage tend à diminuer, même s’il n’est pas encore certain que cette résorption soit le fait des grandes industries. La plupart des régions ont recouvré une stabilité économique et financière. Il est probable que la prochaine conférence économique conduise à la décision de mettre en œuvre des travaux qui assureront la reprise. Lesquels ne consisteront en un retour aux conditions pathologiques de l’année 1929, mais à affermir progressivement de nouvelles initiatives ; ainsi la reprise sera lente, mais elle est certaine,. »

Le 15 mai 1933, soit cinq jours après que des étudiants nazis ont brûlé vingt mille livres d’auteurs juifs sur le parvis de l'université de Berlin, Majorana écrit à sa mère, de Leipzig :

« En réalité, non seulement les Juifs, mais aussi les communistes, et, de manière générale, les opposants sont éliminés en grand nombre de la vie sociale. Dans l’ensemble, l’œuvre du gouvernement répond à une nécessité historique : faire place à la nouvelle génération qui risque d’être étouffée par la stase économique. »

Enfin, le 25 mai, il adresse à Emilio Segrè cette lettre qui fait « froid dans le dos » :

« Situation politique intérieure complètement tranquille […]
La question de l’antisémitisme doit être jugée dans le cadre de la révolution qui a éliminé, là où elle a pu, tous ses adversaires parmi lesquels il y a, quasiment sans exception, les Juifs. Cela ne signifie pas qu’il n’existe pas en Allemagne une très grave question juive en soi […]
Il n’est pas concevable qu’un peuple de 65 millions d’individus se soit laissé guider par une minorité de 600 000 personnes affirmant ouvertement constituer un peuple en soi. »

À partir du mois d’avril, ses lettres à sa famille et à ses amis se raréfient et il semble que son état de santé physique et morale se soit dégradé à ce moment. En mars, la mise en évidence par Carl David Anderson de positrons (antimatière) vient conforter l’hypothèse de Dirac, entraînant l’adhésion de la communauté scientifique jusque-là réticente, notamment celle d’Heisenberg. Hypothèse que Majorana trouve « fondamentalement insatisfaisante ».
Le 5 août 1933, il revient définitivement à Rome.

### Retour en Italie
Laura Fermi a dressé ce portrait psychologique de Majorana :

« […] Majorana, cependant, avait un caractère étrange : il était excessivement timide et introverti. Dans la matinée, en allant en bus à l’institut, il commençait à réfléchir en fronçant les sourcils. Il lui venait à l’esprit une nouvelle idée, ou la solution à un problème difficile, ou l’explication de certains résultats expérimentaux qui semblaient incompréhensibles : il fouillait dans ses poches, sortait un crayon et un paquet de cigarettes sur lequel il griffonnait des formules compliquées. Descendu du bus, il s’en allait perdu dans ses pensées, tête baissée, une grande mèche de cheveux noirs et hirsutes tombant sur les yeux. Arrivé à l’institut il cherchait Fermi ou Rasetti et, le paquet de cigarettes à la main, expliquait son idée. »

(Après ces exposés, il jetait souvent le paquet de cigarettes. C’est ainsi qu’il a découvert qu’à l’intérieur de l’atome sont présents des neutrons en plus des protons. Mais il ne voulut pas publier son travail, déclarant qu’il était incomplet. La même année Heisenberg publia sa théorie sur les forces d’échange qui l’amènera à recevoir le prix Nobel de physique,).

« Majorana continua de fréquenter l'Institut à Rome et à y travailler de temps à autre, à sa manière, jusqu'à ce qu'en 1933, il parte pour quelques mois en Allemagne. À son retour il n'a pas repris sa place dans la vie de l'Institut ; en effet, il ne voulait pas se montrer, même à ses amis. Cette altération de son caractère devait certainement venir d’un événement tragique qui avait frappé la famille Majorana. Un bébé en langes, cousin d’Ettore, était mort brûlé dans son berceau, qui avait pris feu inexplicablement. On a parlé d’acte criminel. Un oncle de l'enfant et d’Ettore fut accusé. Ettore s’est chargé de prouver l'innocence de son oncle. Très déterminé il s’est occupé personnellement de l’affaire, traitant avec des avocats, prenant soin des détails. L'oncle a été acquitté, mais la fatigue, la préoccupation continuelle, trop d’émotion durant le procès, ne pouvaient manquer de laisser des traces durables sur une personne aussi sensible qu'Ettore. »

À Rome, il souffre d'une gastrite très douloureuse et certainement aussi d'une dépression nerveuse, des maux qui ont inévitablement des répercussions sur son caractère et son humeur, et qui l’ont amené à suivre des régimes alimentaires excentriques et à se reclure totalement chez lui. Il ne reçoit personne, et retourne les lettres qu'on lui envoie en les signalant ainsi de sa main : « Rejeté, destinataire décédé. » Il prend peu soin de son apparence physique et se laisse pousser les cheveux et la barbe. Il correspond abondamment avec son oncle Quirino Majorana, un physicien expérimental qui étudie la photoconductivité de lames métalliques.
Toutes les tentatives de Giovanni Gentile et d’Edoardo Amaldi « pour le ramener à la science et à la vie » restent vaines. En 1934, son père meurt et jusqu’en 1936, son état ne semble pas s'améliorer. Il vit reclus, continuant à se passionner pour les flottes de guerre, lisant Schopenhauer, William Shakespeare et Pirandello, jouant aux échecs et ne parlant plus de physique.
En 1936, il semble aller mieux, voyage à nouveau, et travaille d'arrache-pied à élaborer une électrodynamique quantique — sujet très en pointe à ce moment — en proposant une formulation quantique des lois de l'électromagnétisme. Les « ragazzi » sont ravis de ce retour à la vie de leur collègue et lui font savoir qu'il est question de créer plusieurs chaires de physique théorique. Majorana ressort pour l'occasion de vieux manuscrits, des travaux commencés quatre ans plus tôt à Leipzig, et rédige en quelques jours ce qui sera son dernier article, Théorie symétrique de l’électron et du positron, qui est aujourd’hui son travail le plus célèbre. Il imagine, calculs à l'appui, et contrairement à la théorie de l'antimatière de Dirac (1930), que les particules dépourvues de charge électrique sont des particules qui sont leurs propres antiparticules (particules de Majorana).
À l'étonnement de beaucoup, Majorana postule donc lors de ce recrutement académique en octobre 1937. Afin de ne pas éliminer un des concurrents (probablement son ami Gentile), la commission de recrutement crée pour lui un poste supplémentaire du fait de ses « mérites exceptionnels » et de sa « grande notoriété, qui est amplement justifiée ». Après avoir refusé Cambridge, Yale et la Fondation Carnegie, Majorana rejoint son poste à Naples en janvier 1938 où il se lie d’amitié avec Antonio Carrelli (it), professeur de physique expérimentale et directeur de l'Institut de chimie et de physique. Quinze jours après sa leçon inaugurale, y croisant par hasard un certain Giuseppe Occhialini, de passage à Naples et qui est heureux de serrer la main de Majorana, ce dernier lui confie : « Vous arrivez juste à temps : si vous étiez venu plus tard vous ne m'auriez plus trouvé. » Puis il ajoute : « Car il y a ceux qui en parlent et ceux qui le font. »
Il n’a que cinq étudiants, quatre femmes et un homme ; Gilda Senatore semble avoir été la dernière personne de l'Institut à lui parler. La qualité de ses cours qui nous sont parvenus montre l’intérêt qu’il portait à son travail d’enseignement.

### Mystérieuse disparition
Le 26 mars 1938, il prend le paquebot-poste pour Palerme après avoir envoyé une lettre à Carrelli et en avoir laissé une autre « à sa famille » où son intention de suicide est clairement énoncée. En fait, il ne se suicide pas, débarque à Palerme, envoie un télégramme et une autre lettre à Carrelli où il lui annonce qu’il revient à Naples et qu’il renonce à l’enseignement. Il semble qu’il ait repris le bateau vers Naples selon le professeur Vittorio Strazzeri (d)  de l’université de Palerme. La compagnie maritime Tirrenia aurait retrouvé son billet.
Mais il n’a plus jamais donné signe de vie. Toutes les enquêtes de sa famille ou de la police au cours de l’année qui suit sont vaines. Dans son roman Feu Mathias Pascal, Pirandello écrit : « Qui peut dire le nombre de ceux qui sont comme moi, mes frères… On laisse son chapeau et sa veste avec une lettre dans sa poche, sur le parapet d’un pont qui enjambe une rivière ; puis, au lieu de se jeter dans l’eau, on s’en va tranquillement en Amérique ou ailleurs. »

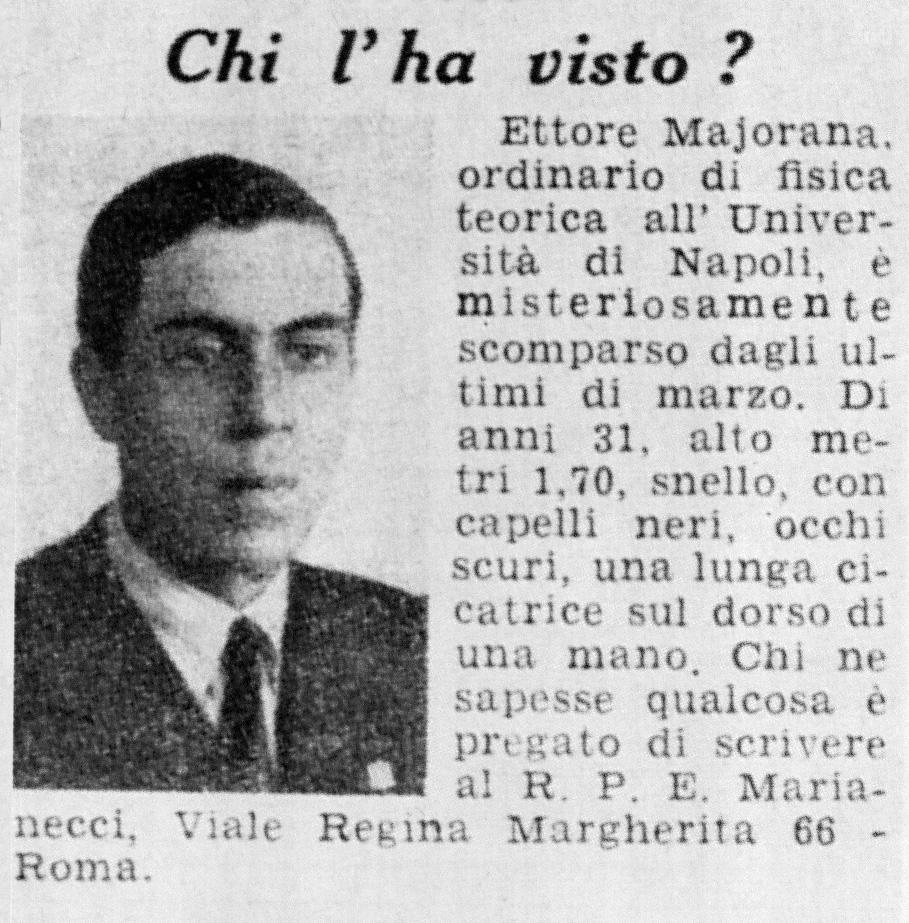
Qui l’a vu ?

Ci-contre l’annonce de la disparition de Majorana publiée dans l’hebdomadaire Domenica del Corriere :

« Ettore Majorana, professeur de physique théorique à l’université de Naples, a mystérieusement disparu les derniers jours de mars. Âgé de 31 ans, mesurant 1,70 mètre, mince, cheveux noirs, yeux foncés, une longue cicatrice au dos de la main. Si quelqu’un sait quelque chose à son sujet, il est prié d’écrire au R.P.E. Marianecci, avenue Regina Margherita 66 – Rome. »

Le mystère s’épaissit quand on constate qu’il a vidé son compte en banque et pris son passeport. Par ailleurs, plusieurs témoins disent l’avoir vu après le 28 mars, parmi eux son infirmière, le curé de l’église du Gésu Nuovo et le prieur du couvent San Pasquale di Portici (le 12 avril 1938), ce qui alimente toutes sortes d’hypothèses plus ou moins réalistes. De façon générale, ses collègues (Fermi, Amaldi, Segrè) penchent pour la thèse du suicide, sa famille (et plus tard Sciascia), pour celle du retrait dans un couvent ; mais on suggère aussi un enlèvement par des services secrets ou une fuite en Argentine (Recami).
Sciascia a défendu l’idée que Majorana aurait disparu (ou se serait suicidé) parce qu’il aurait anticipé l’usage militaire de l’énergie nucléaire. Il se trouve qu’en 1934, à Rome, Fermi avait bien obtenu expérimentalement une fission nucléaire mais sans le savoir : il crut avoir identifié un nouvel élément. Ce n’est qu’en janvier 1939 que Meitner et Frisch comprirent les expériences romaines de 1934. Mais outre le fait que Majorana ne venait déjà plus Via Panisperna à ce moment-là, dans le cas où Majorana aurait redouté le « dévoiement » de la physique, on ne comprend pas trop pourquoi il aurait souhaité réintégrer en 1937 un cursus universitaire en physique. Ces éléments amènent Étienne Klein à écrire qu’il ne croit pas à cette hypothèse.
Diverses hypothèses ont été envisagées sur sa disparition :
- le suicide, par ses collègues Amaldi et Segrè (cependant Majorana avait emporté son passeport et vidé son compte en banque avant de disparaître) ;
- l’exil en Argentine, par Erasmo Recami et Carlo Artemi ;
- le refuge dans un couvent, en particulier par Leonardo Sciascia, afin d’échapper à tout et à tout le monde ;
- la fuite du monde afin de se faire mendiant, par Bascone ;
- l’enlèvement par un service secret, par Bella et Bartocci entre autres, pour qu’il ne puisse participer à la construction de la bombe atomique.

Après le décès de sa mère, l’intégralité des documents non publiés laissés par lui, soit 10 000 pages, datées ou non, ainsi que des carnets (Volumetti et Quaderni), sont déposés par son frère à la Domus Galilaeana, à Pise.
Les travaux de Majorana trouvent une audience nouvelle depuis les années 1980 dans le cadre d’hypothèses élaborées pour répondre aux difficultés du modèle standard de la physique comme la corrélation spin-masse, la supersymétrie et la brisure spontanée de symétrie. Il a donné son nom à l'équation de Majorana et à la particule de Majorana. En 2006 fut créé le prix Majorana (de) pour honorer sa mémoire.

### Dernières lettres de Majorana
- Naples, 25 mars 1938 à son ami le physicien Antonio Carrelli[32] :

« Cher Carrelli, j'ai pris une décision qui était désormais inévitable. Il n’y a pas en elle la moindre trace d’égoïsme, mais je me rends compte des ennuis que ma disparition soudaine pourra causer, à toi et aux étudiants. C'est pourquoi je te prie de me pardonner, et surtout pour avoir déçu toute la confiance, la sincère amitié et la sympathie que tu m'as montrées au long de ces mois. Je te prie aussi de me rappeler au bon souvenir de ceux que j'ai appris à connaître et à apprécier dans ton Institut, en particulier à Sciuti ; d'eux tous je conserverai un affectueux souvenir, au moins jusqu'à onze heures ce soir, et, si cela est possible, même après.

E. Majorana »

- On découvrira un peu plus tard dans sa chambre d'hôtel une enveloppe portant la mention « À ma famille »[33] :

« Naples, 25 mars 1938
Je n'ai qu'un seul désir : que vous ne vous vêtiez pas de noir. Si vous voulez vous plier à l'usage, portez, mais pas plus de trois jours durant, quelque signe de deuil. Ensuite, si vous le pouvez, gardez-moi dans votre cœur et pardonnez-moi.
Affectueusement. Ettore »

Le lendemain de sa lettre à Carrelli, le 26 mars, Majorana lui envoie un télégramme : « Ne t’inquiète pas. Lettre suit. Majorana »
- Sa dernière lettre[32] :

« Palerme, 26 mars 1938
Cher Carrelli,
J'espère que mon télégramme et ma lettre te seront parvenus ensemble. La mer m'a refusé [il mare mi ha rifiutato] et je reviendrai demain à l'hôtel Bologna, en voyageant peut-être sur le même bateau que ce mot. J'ai cependant l'intention de renoncer à l'enseignement. Ne me prends pas pour une jeune fille d'Ibsen,, car mon cas est différent. Je suis à ta disposition pour des détails ultérieurs.
Ton dévoué E. Majorana »

Majorana n'est jamais revenu.

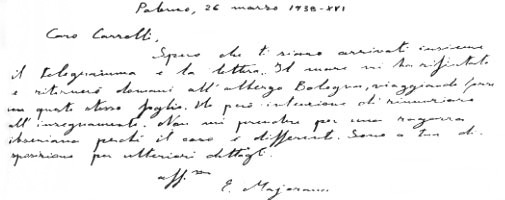
Fac-similé de la dernière lettre de Majorana

Trois années plus tôt, Majorana utilisait des termes similaires quand il écrivait à son oncle Quirino :

« Je partirai aujourd’hui pour une destination légèrement incertaine. Je te ferai connaître ma nouvelle adresse sitôt que j’aurai acquis une relative stabilité.
Affectueusement. Ettore »

Étienne Klein, qui manie les anagrammes, crée cette phrase à partir du titre du livre de Sciascia, la Disparition de Majorana : « J’adorai la dimension à part. »

### Réouverture de l'affaire
En mars 2011, les médias italiens annoncent que le bureau du procureur de Rome a rapporté l'ouverture d'une enquête, à la suite de déclarations faites par un témoin ayant rencontré Majorana à Buenos Aires dans les années suivant la Seconde Guerre mondiale,. Le 7 juin 2011, les médias italiens annoncent que le Reparto investigazioni scientifiche (it) de la Carabinieri a analysé la photographie d'un homme, prise en Argentine en 1955, et a trouvé dix points de concordance avec le visage de Majorana.
Le 4 février 2015, le bureau du procureur de Rome a publié un communiqué déclarant que Majorana était vivant entre 1955 et 1959, vivant à Valencia, au Venezuela. Le Bureau a déclaré que l'affaire était officiellement close, puisque aucune preuve pénale liée à sa disparition n'a été trouvée, indiquant que celle-ci était probablement un choix personnel.

## Publications

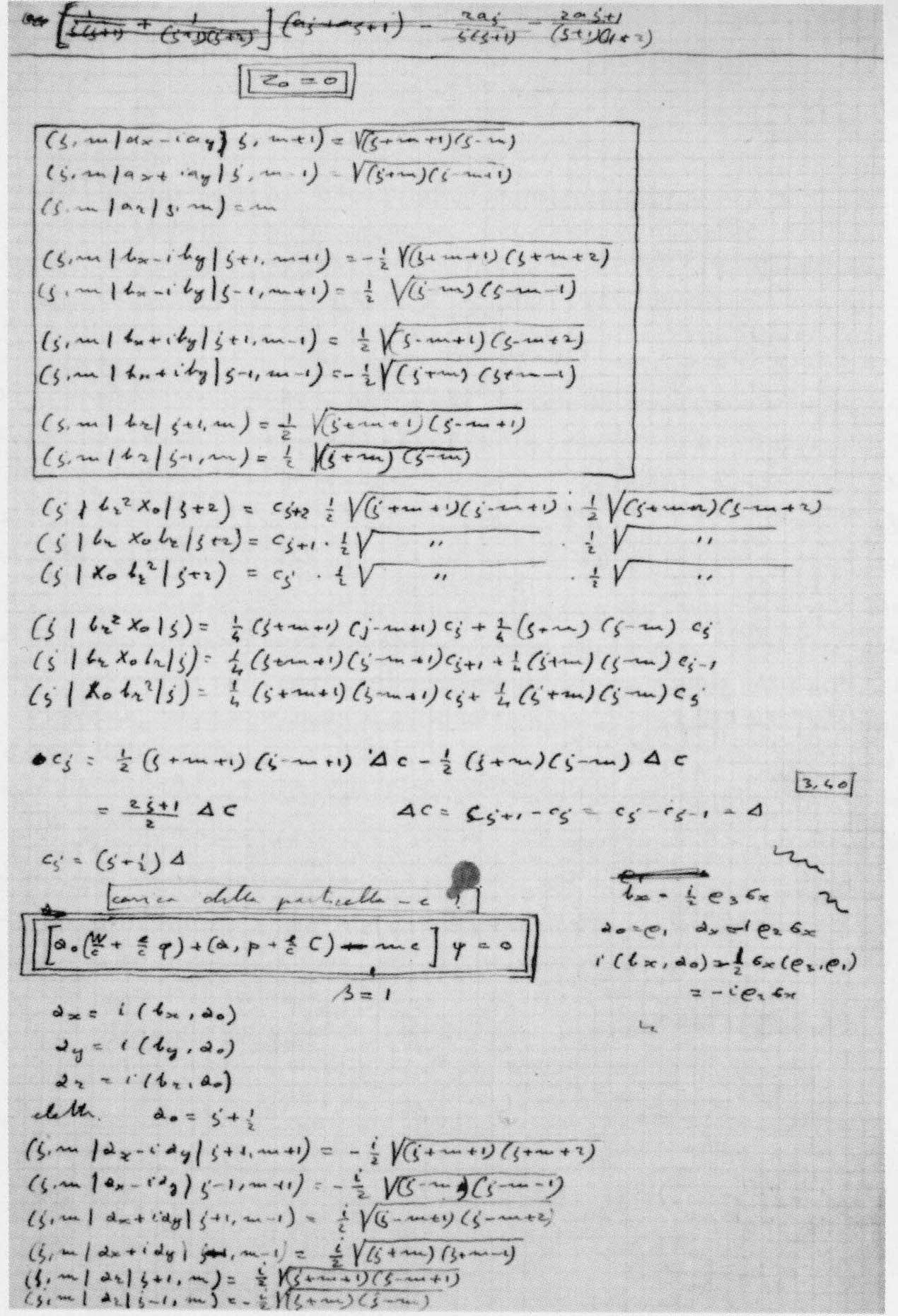
L'une de ses feuilles où il écrivit les équations aux composants infinis

De son vivant, Majorana a publié neuf articles de 1928 à 1937 :
- six de physique atomique :

1. (it) Giovanni Gentile Jr. et Ettore Majorana, « Sullo sdoppiamento dei termini Roentgen e ottici a causa dell’elettrone rotante e sulla intensità delle righe del cesio », Rendiconti dell’Accademia dei Lincei, vol. 8,‎ 1928, p. 229–233 (lire en ligne).
2. (it) Ettore Majorana, « Sulla formazione dello ione molecolare di elio », Il Nuovo Cimento, vol. 8, no 1,‎ mars 1931, p. 22–28 (DOI 10.1007/BF02959473, lire en ligne).
3. (it) Ettore Majorana, « I presunti termini anomali dell’elio », Il Nuovo Cimento, vol. 8, no 1,‎ mars 1931, p. 78–83 (DOI 10.1007/BF02959479, lire en ligne).
4. (it) Ettore Majorana, « Reazione pseudopolare fra atomi di idrogeno », Rendiconti dell’Accademia dei Lincei, vol. 13,‎ 1931, p. 58–61 (lire en ligne).
5. (it) Ettore Majorana, « Teoria dei tripletti P’ incompleti », Il Nuovo Cimento, vol. 8,‎ mars 1931, p. 107–113 (DOI 10.1007/BF02959482, lire en ligne).
6. (it) Ettore Majorana, « Atomi orientati in campo magnetico variabile », Il Nuovo Cimento, vol. 9, no 2,‎ février 1932, p. 43–50 (DOI 10.1007/BF02960953, lire en ligne) : effet dit Majorana-Brossel ;

- trois de physique nucléaire :

1. (it) Ettore Majorana, « Teoria Relativistica di Particelle Con Momento Intrinseco Arbitrario », Il Nuovo Cimento, vol. 9, no 10,‎ décembre 1932, p. 335–344 (DOI 10.1007/BF02959557, lire en ligne) Équation quantique relativiste, équivalente à celle publiée en 1945 par Dirac-Fierz-Pauli, utilisant une nouvelle technique de représentation du groupe de Lorentz.
2. (de) Ettore Majorana, « Über die Kerntheorie », Zeitschrift für Physik, vol. 82, no 3,‎ mars 1933, p. 137–145 (DOI 10.1007/BF01341484, lire en ligne), et (it) Ettore Majorana, « Sulla teoria dei nuclei », La Ricerca Scientifica,‎ 1933, p. 559-565 (lire en ligne). Sur les forces d’échange dites d’Heisenberg-Majorana.
3. (it) Ettore Majorana, « Teoria simmetrica dell’elettrone e del positrone », Il Nuovo Cimento, vol. 14,‎ avril 1937, p. 171–184 (DOI 10.1007/BF02961314, lire en ligne) Conséquence de la représentation par Majorana des matrices de Dirac sous la forme réelle : un fermion neutre doit coïncider avec sa propre anti-particule. Giulio Racah proposa d’appliquer l’idée aux neutrinos.

Il faut ajouter un article de sociologie probablement écrit en 1932 ou 1933, publié après sa disparition par son ami G. Gentile fils :
1. (it) Giovanni Gentile Jr., « Il valore delle leggi statistiche nella fisica e nelle scienze sociali », Scientia, vol. 71,‎ 1942, p. 58–66 (lire en ligne)

Par ailleurs, ont été édités :
- (en) Ettore Majorana : Unpublished Research Notes on Theoretical Physics, Salvatore Esposito, Erasmo Recami, Alwyn van der Merwe, Roberto Battiston, Springer, 2009, 452 p. (ISBN 978-1-4020-9113-1, lire en ligne)
- (en) Ettore Majorana : Scientific Papers, Giuseppe-Franco Bassani, Società Italiana di Fisica (Eds.), 2006, 282 p. (ISBN 978-3-540-48091-4, DOI 10.1007/978-3-540-48095-2, lire en ligne)

## Postérité

### Dans la culture
- Friedrich Dürrenmatt, Les Physiciens (1961), (théâtre).
- Edoardo Amaldi, Ettore Majorana man and scientist (1966) et La vita e l’opera di Ettore Majorana (1966).
- Leonardo Sciascia, La Disparition de Majorana (1975) (tr. fr., Paris, Allia, 2012), (biographie romancée).
- Jordi Bonells, La deuxième disparition de Majorana, Paris, Liana Levi, 2004, (roman).
- Anne-Marie Cambon, Une destination légèrement incertaine : roman, Paris, Dialogues, 2011, 353 p. (ISBN 978-2-918135-35-7), (roman).
- Nils Barrellon, Le neutrino de Majorana : Roman policier, Jigal, 2019, 288 p. (ISBN 978-2-37722-090-8, lire en ligne), (roman policier).
- Michel Serres, Biogée, (essai).
- Antoine Tracqui, Point Zéro, Ed. Critic, 2013, (roman).
- Étienne Klein, En cherchant Majorana, (essai).
- Camille Polet, La disparition du chat, Ed. Le Sabot, 2023, (roman).

### Mémorial
- Le centre Ettore Majorana (Ettore Majorana Foundation and Centre for Scientific Culture[39]) a été créé à Erice (Sicile).